# Q2 (Star Trek: Voyager)
„Q2” (titlu original: „Q2”) este al 19-lea episod din al șaptelea sezon (și ultimul) al serialului TV american științifico-fantastic Star Trek: Voyager și al 165-lea episod în total. A avut premiera la 11 aprilie 2001 pe canalul UPN. Aceasta a fost ultima apariție a lui John de Lancie în rolul lui Q din serialele Star Trek. Fiul său, Keegan de Lancie, va juca rolul lui Q2 (fiul lui Q în acest episod).

## Prezentare
Q își lasă fiul, (Q2), pe USS Voyager, pentru a învăța de la membrii echipajului.

## Actori ocazionali
- John de Lancie - Q
- Keegan de Lancie - Q Junior
- Manu Intiraymi - Icheb
- Michael Kagan - Chokuzan Commander
- Lorna Raver - Q-Judge
- Anthony Holiday - Nausicaan
- Scott Davidson - Bolian
- Tarik Ergin - Lt. Ayala (nemenționat)[3]